# 東司
東司（とうす）とは、寺院における便所のことである。雪隠ともいう。寺院を構成する七つの施設である、七堂伽藍の一つ。
不浄を清める烏枢沙摩明王が祀られる。日常すべて修行とする禅においては、便所すら心身練磨の道場であり、禅堂・浴室とともに、静謐を旨とし、私語を交わしたり、高声を発してはならない「三黙道場」の一つである。使用にあたっては入り方・衣のさばき方・しゃがみ方などの作法や、唱える偈文などが細かく規定されている。
「東司」とはもともと便所の守護神のことを指し、｢西浄」とともに「東浄」と称されていた。古くは、寺の役職によって「西浄」・「東浄」は使い分けられていたようであるが、その後「東司」と呼ばれるようになったようである。
「東司」として現存する遺構は少ない。現存の一つに東福寺の東司があり、室町時代唯一、日本最大最古の禅宗式の東司である。重要文化財に指定されているため、現在は使用されていない。また永平寺にある東司は七間の広さがあることから「七間東司」と通称される。